# 14627 Емілковальскі
14627 Емілковальскі (14627 Emilkowalski) — астероїд головного поясу, відкритий 7 листопада 1998 року.
Тіссеранів параметр щодо Юпітера — 3,333.